# Mecosaspis chrysina
Mecosaspis chrysina är en skalbaggsart. Mecosaspis chrysina ingår i släktet Mecosaspis och familjen långhorningar.

## Underarter
Arten delas in i följande underarter:
- M. c. chrysina
- M. c. togonica